# Prohormony
Prohormony – związki, z których lub pod wpływem których, powstają hormony. Pojęcie to spotykane jest w dwóch znaczeniach – ścisłym, używanym w biologii od połowy XX w., oraz popularnym – odnoszonym do wspomagania sportowego.

## Definicja słownikowa PWN
„Prohormony, cząsteczki prekursorowe hormonów, które przed uwalnianiem lub w trakcie uwalniania do krążenia są modyfikowane enzymatycznie na właściwe, aktywne cząsteczki; termin stosowany najczęściej do prekursorów hormonów peptydowych, które określa się mianem preprohormonu (prepropeptydu) w odniesieniu do pełnej cząsteczki otrzymanej w wyniku procesu translacji, zawierającej peptyd sygnałowy(...)”
Przykładem popularnego prohormonu jest witaminę D3 dla hormonu – kalcytriolu. W Polsce słowo prohormon weszło do powszechnego użycia od początku XXI w. i zdobyło popularność nie w kontekście jego ścisłego znaczenia słownikowego, ale poprzez zaczerpnięcie z języka angielskiego, w którym stało się znane wraz z wprowadzeniem serii specyficznych, anabolicznych suplementów diety, dostępnych przed rokiem 2004. Sportowcy i firmy suplementacyjne za prohormony uważają obecnie środki przyjmowane doustnie w celu wpływania na procesy anaboliczne.

## Geneza
Pomysłodawcą stworzenia syntetycznego prekursora testosteronu dla sportowców był pod koniec XX w. Patrick Arnold – amerykański kulturysta amator, z wykształcenia chemik. W 1996 r. za sprawą Patricka Arnolda pojawił się syntetycznie uzyskany związek androstenedion nazwany „prohormonem”. Słowo „prohormon” upowszechniło się w środowisku sportowców zainteresowanych wspomaganiem wysiłku.
Do typowych prohormonów zalicza się:
- 4-androstenodion – współczynnik konwersji 5,9%, co oznacza, że 5,9% związku przyjętego doustnie konwertowało do testosteronu.
- 4-androstenodiol (4-AD) – współczynnik konwersji 15,76%
- 19-norandrostenodion
- 19-norandrostenodiol
- 1-androstenodiol (1-AD)
- 1,4-androstadienodion (1,4-AD).

W roku 2004 prezydent George W. Bush podpisał ustawę o substancjach anabolicznych (Anabolic Steroid Control Act of 2004), która m.in.:
- Wymieniła jako zabronione poszczególne prekursory hormonów anabolicznych (prohormony)
- Określiła jako sterydy anaboliczne jakiekolwiek substancje spokrewnione z testosteronem z wyłączeniem DHEA, estrogenów, progesteronu i kortykosterydów – pośród tych wyłączonych z definicji związków jedynie DHEA ma umiarkowane działanie pożądane w sporcie, natomiast trzy pozostałe mają głównie działanie kataboliczne, dlatego nie znajdują zastosowań w praktykach dopingowych[8].
- kwalifikuje sterydy anaboliczne do grupy narkotyków o potencjale uzależniającym, jest to wyjątkowo rygorystyczne podejście, nakładające sankcje przewidziane dla handlu narkotykami[9].

Ustawa z 2004 r. zakończyła możliwość legalnej produkcji i sprzedaży jakichkolwiek prohormonów w Stanach Zjednoczonych i zakwalifikowała je do sterydów anabolicznych.

## Ewolucja pojęcia
Należy zauważyć, że syntetyczne związki związane z testosteronem nie spełniały pierwotnej definicji prohormonów, ale poprzez swą powszechną obecność rozszerzyły znaczenie tego słowa. Z kolei definicja uchwalona w Anabolic Steroid Control Act 2004 zmieniła kwalifikację substancji popularnie zwanych „prohormonami” szeregując je do sterydów anabolicznych. Od tego momentu za prohormony w sensie suplementów uważa się anaboliczne substancje pochodzenia naturalnego i w tym kierunku prowadzone są współczesne prace nad środkami anabolicznymi.
Wykorzystuje się m.in. saponiny steroidowe, ATD, fitosterole, kwas ursolowy. Fito-suplementy są zjawiskiem dość nowym i dynamicznie rozwijanym, a przy tym obejmującym ogromną liczbę związków aktywnych, dlatego nie można dokonać ich ogólnej oceny pod kątem efektywności. Faktem jest, że np. budowa chemiczna fitosteroli kwalifikuje tę grupę związków do sterydów, a ich anaboliczne działanie potwierdzone jest naukowo, co daje podstawy do nazywania tych substancji prohormonami. Związek steroli roślinnych z testosteronem jest na tyle bliski, że są one używane jako główny substrat w przemysłowej produkcji testosteronu do zastosowań farmaceutycznych.

## Potencjalne skutki uboczneterapii sterydowej
Syntetyczne prohormony anaboliczne mogą powodować liczne skutki uboczne:
- nadmierne wypadanie włosów
- problemy skórne
- wahania nastroju
- kurczenie się jąder u mężczyzn
- powiększenie prostaty u mężczyzn
- nadprodukcję sebum
- napady agresji
- spadek produkcji testosteronu
- ginekomastię, czyli przerost gruczołów piersiowych u mężczyzn
- wzrost poziomu estrogenów
- zmniejszenie poziomu cholesterolu HDL.

## Status prawny prohormonów – Stany Zjednoczone, Europa, Polska
Pojęcie „prohormony” nie występuje w prawodawstwie żadnego z krajów, jednak amerykański Anabolic Steroid Act 2004 był tworzony w odpowiedzi na zjawisko powstania substancji, które potocznie właśnie tak nazywano, dlatego amerykańscy producenci unikają samego określenia, ale w Europie bywa ono używane w opisie legalnie dostępnych suplementów diety.
W Stanach Zjednoczonych obowiązuje odrębna regulacja zakazująca sprzedaży związków spokrewnionych z testosteronem (a do nich z założenia należeć miały prohormony), według tego dokumentu związki takie należą do narkotyków klasy III (lekki potencjał uzależnienia fizycznego i wysoki potencjał uzależnienia psychicznego). Amerykańskie władze sanitarne (RDA), uchodzące za wyjątkowo restrykcyjne, w 2010 r. zabroniły sprzedaży nawet produktów naturalnych na bazie chińskiej herbaty (Clomed).
W Unii Europejskiej nie powołano dotąd dokumentu analogicznego z restrykcyjnym Anabolic Steroid Control Act, co może wskazywać na podejście bardziej liberalne, jednak prawdopodobnie podobny akt zostanie przyjęty niebawem. Z kolei Anabolic Steroid Control Act dopuszcza jako wyjątek sprzedaż DHEA, który w krajach Europy ma status leku. W Polsce i krajach europejskich w ramach regulacji rynku w zakresie substancji anabolicznych powołuje się normatywy dotyczące leków. Pomimo ogólnej idei unifikacji prawa, poszczególne kraje stosują własne interpretacje w klasyfikacji suplementy/leki, efektem tego, ten sam suplement może być legalny, lub nie, w różnych obszarach wspólnego rynku. Polska na tym tle należy do kraju o umiarkowanych obostrzeniach urzędowych, niektóre dostępne tu legalnie produkty dla sportowców nie mogą być sprzedawane w Niemczech, czy Wielkiej Brytanii. Należy zauważyć, że zastosowanie suplementacyjne związków zawartych w roślinach (a te obecnie decydują w składzie suplementów prohormonalnych) ma w Polsce długie tradycje zielarskie, znacznie wcześniejsze niż najnowsze trendy suplementacji sportowej. Przykładem mogą być: pokrzywa (przypisuje się jej możliwość zmniejszania aromatazy), lucerna (źródło ATD), kozieradka (źródło saponin bogatsze niż popularny wcześniej w sporcie Tribulus terrestris).